# Ridane
Pour les articles homonymes, voir Ridane (homonymie).
Ridane est une commune de la wilaya de Bouira en Algérie.

## Géographie
| Djouab (wilaya de Médéa)                          | Djouab (wilaya de Médéa)    | Dechmia          |
| Sidi Zahar (Wilaya de Médéa)                      | Ridane                      | Dechmia, Maamora |
| Tafraout, Chellalet El Adhaoura (Wilaya de Médéa) | Cheniguel (wilaya de Médéa) | Maamora          |